# Francesco Soddu
Francesco Antonio Soddu (ur. 24 października 1959 we Chiaramonti) – włoski duchowny katolicki, biskup Terni-Narni-Amelia od 2022.

## Życiorys
Święcenia kapłańskie otrzymał 24 kwietnia 1985 i został inkardynowany do archidiecezji Sassari. Był m.in. wicerektorem seminariów w Cagliari i Sassari, a także dyrektorem Caritasu na szczeblu diecezjalnym (2005–2012) i krajowym (2012–2021)).
29 października 2021 papież Franciszek mianował go ordynariuszem diecezji Terni-Narni-Amelia. Sakry udzielił mu 5 stycznia 2022 biskup Giuseppe Piemontese.